# Mladen Lorković
Mladen Lorković (Zagreb, 1 de março de 1909–Lepoglava, Abril de 1945) foi um político e advogado croata que se tornou um membro sênior da Ustaše e serviu como Ministro das Relações Exteriores e Ministro do Interior do Estado Independente da Croácia (NDH) durante a Segunda Guerra Mundial. Lorković liderou a Conspiração Lorković-Vokić, uma tentativa de estabelecer um governo de coalizão entre os Ustaše e o Partido Camponês Croata e alinhar o Estado Independente da Croácia com os Aliados.
Quando estudante, juntou-se ao Partido Croata dos Direitos mas, visto como um dissidente no Reino da Iugoslávia, fugiu do país para evitar a prisão e acabou por se estabelecer na Alemanha onde obteve um doutoramento em direito na Universidade de Berlim. Em 1934, juntou-se à Ustaše e tornou-se um associado próximo de Ante Pavelić. Embora inicialmente tenha sido comandante de todos os Ustaše na Alemanha, onde procurou apoio na criação e proteção de um estado croata, mais tarde tornou-se líder de todos os Ustaše fora da Itália. Logo após a criação do NDH, foi nomeado Ministro das Relações Exteriores e se opôs fortemente à influência italiana no Estado. Depois que seu chefe de gabinete, Ivo Kolak, foi executado em 1943 por contrabando de ouro, Lorković foi destituído do cargo, mas mais tarde nomeado Ministro do Interior. Como Ministro do Interior, negociou com o Partido Camponês Croata (HSS) na esperança de estabelecer um governo de coligação. Ele também manteve negociações secretas com representantes do HSS para propor que o NDH se juntasse aos Aliados contra a Alemanha. Embora aparentemente tivesse o apoio de Pavelić, ele e seus companheiros foram logo presos como conspiradores contra o Estado e após um período de detenção foram executados no final de abril de 1945 ao lado de Ante Vokić.

## Biografia
Lorković nasceu em Zagreb em 1 de março de 1909, filho do proeminente político Ivan Lorković.  Frequentou o ginásio em Zagreb, onde se tornou um apoiante do Partido Croata dos Direitos e mais tarde juntou-se ao Movimento Juvenil Croata. Ele começou os estudos de direito na Universidade de Zagreb,  mas os completou em Innsbruck, na Áustria, após sua fuga. Mais tarde, ele obteve um doutorado sobre o tema "Estabelecimento do Estado dos Eslovenos, Croatas e Sérvios" com Max Hildebert Boehm na Universidade de Berlim. Lorković e Branimir Jelić falaram sobre a situação dos estudantes universitários croatas no congresso da Federação Internacional de Estudantes em Bruxelas em 1930, pelo qual foram presos e detidos no Palácio da Justiça antes de serem levados para a fronteira alemã.  Durante sua estada em Berlim, ele conheceu e mais tarde se casou com Wally Marquead. Mais tarde, ele se divorciou de Marquead e, em 19 de agosto de 1944, casou-se novamente com a condessa Nada von Ghyczy. 

## Atividades na Ustaše
Em 6 de janeiro de 1929, o rei Alexandre dissolveu o governo e introduziu uma ditadura real sobre o recém-criado Reino da Iugoslávia.  Por ser visto como um dissidente, Lorković foi colocado sob constante vigilância policial. Em 15 de novembro de 1929, foi emitido um mandado de prisão, mas ele conseguiu fugir para a Áustria e mais tarde para a Alemanha. 
Lorković foi um grande defensor da fusão de todos os partidos croatas num "superpartido" para se separar do Reino da Iugoslávia  e em 4 de Outubro de 1934 prestou o juramento aos Ustaše.  Tornou-se comandante de todas as unidades Ustaše na Alemanha e mais tarde, após o assassinato do rei Alexandre, comandante de todas as unidades Ustaše fora da Itália. O assassinato do rei Alexandre levou-o a ser brevemente detido na Alemanha, mas foi libertado em meados de 1935, depois de um tribunal alemão ter rejeitado um pedido jugoslavo para a sua extradição. 
Em 1937, Lorković foi preso após uma audiência conduzida pela Gestapo. Posteriormente, ele deixou a Alemanha e mudou-se para a Hungria e em 1939 retornou à Iugoslávia, onde se tornou editor associado do jornal Hrvatski narod  e editor do jornal underground Hrvatska pošta.  Matica hrvatska publicou seu livro, O povo croata e suas terras, em 1939 no qual afirmava que todos os muçulmanos bósnios eram croatas por nacionalidade.  Após a proclamação da Banovina da Croácia, foi preso em 1940 e detido na prisão de Lepoglava e mais tarde em Krušćica, perto de Vitez. Lorković foi signatário de uma declaração, feita em 31 de março de 1941 e assinada em 5 de maio de 1941,  na qual os Ustaše solicitavam a declaração de um estado croata. O documento também buscava apoio, proteção e reconhecimento alemão entre as nações do Eixo. 

## Estado Independente da Croácia
Lorković foi um dos membros mais pró-alemães do movimento Ustaše do pré-guerra, tendo cultivado laços políticos e acadêmicos na Alemanha durante sua estada lá. Após o estabelecimento do NDH, Lorković tornou-se membro do governo temporário de Slavko Kvaternik conhecido como Liderança do Estado Croata. Em 16 de abril de 1941, Lorković foi nomeado Secretário do Ministério das Relações Exteriores  no primeiro governo formado por Ante Pavelić, que também atuou como Ministro das Relações Exteriores.  Até abril de 1943, ele também serviu como principal contato entre Edmund Glaise von Horstenau, o Plenipotenciário Geral no Estado Independente da Croácia, e o gabinete Pavelić. 
Lorković sucedeu Pavelić como Ministro das Relações Exteriores em 9 de junho de 1941. Pouco depois de assumir o cargo, ele perguntou às autoridades francesas sobre o destino de três Ustaše implicados no assassinato do rei Alexandre em Marselha em 1934 e condenados à prisão perpétua. O verdadeiro assassino foi um mercenário búlgaro, Vlado Chernozemski, que foi morto após o feito pelas forças de segurança francesas. Dois dos homens morreram na prisão, mas o terceiro, Milan Rajić, foi devolvido ao NDH no início de 1942 através da intervenção das forças de ocupação alemãs em França, onde mais tarde foi morto, alegadamente por ordem de Pavelić. 
Em 27 de julho de 1941, num discurso destinado a inflamar os croatas contra os sérvios que viviam no NDH, Lorković mentiu que os sérvios tinham espancado, mutilado e massacrado dezenas de milhares de camponeses croatas durante o período entreguerras.  Em Agosto, opôs-se fortemente a um pedido italiano para implementar a administração civil na zona desmilitarizada do NDH. Os italianos reagiram na primavera seguinte acusando Lorković de ser comunista para desacreditá-lo pelas suas opiniões pró-alemãs. Lorković foi inocentado de todas as acusações após uma investigação policial. No entanto, um adido da polícia alemã em Zagreb afirmou que Lorković esteve em contacto com alguns comunistas no início da década de 1930 e ajudou alguns comunistas croatas em 1941 e 1942.  Em maio de 1942, Lorković foi nomeado membro honorário do Instituto Alemão de Estudos Fronteiriços e Estrangeiros.  Lorković, juntamente com Vladimir Košak e Stijepo Perić, opôs-se fortemente à influência italiana sobre o Estado Independente da Croácia  e no final de 1942, escreveu uma nota ("Spomenica") na qual descreveu os esforços de cooperação do 2º Exército italiano com os Chetniks. Esta nota foi apresentada oficialmente em 26 de janeiro de 1943 ao ministro das Relações Exteriores italiano, Galeazzo Ciano. Em resposta, o diplomata italiano Raffaele Casertano tentou destituir Lorković do cargo. 

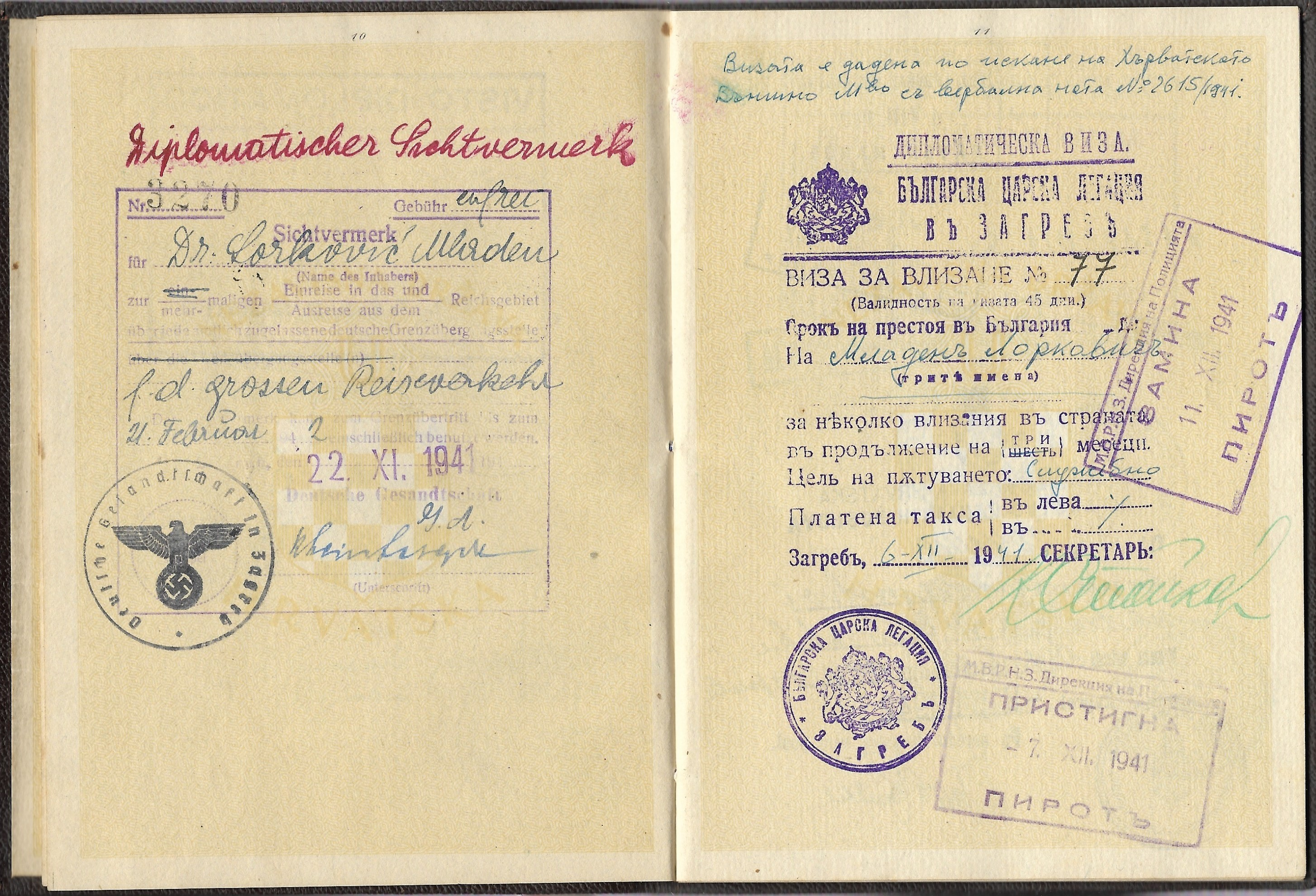
Visto diplomático alemão emitido ao Dr. Mladen Lorkovic para participar da conferência Anti-Comintern em Berlim.

Heinrich Himmler, líder da Schutzstaffel (SS) alemã, queria formar uma divisão SS muçulmana croata. Ele enviou Artur Phleps como seu representante a Zagreb para iniciar negociações formais com o governo croata em 18 de fevereiro de 1943. Ele se encontrou com o enviado do Ministério das Relações Exteriores alemão, Siegfried Kasche, e Mladen Lorković, que representou Pavelić. Pavelić já havia concordado em aumentar a divisão, mas a Waffen SS e o governo croata discordaram sobre como a divisão seria recrutada e controlada. Lorković sugeriu que fosse chamada de "Divisão SS Ustaša", uma unidade croata criada com assistência da SS, com títulos regimentais familiares como Bosna, Krajina e Una. Pavelić e Kasche estavam preocupados que uma divisão exclusivamente muçulmana pudesse ajudar uma candidatura muçulmana à independência. Como compromisso, a palavra "croata" foi incluída no seu título oficial e alguns oficiais católicos croatas foram recrutados.  Himmler e Phleps prevaleceram em grande parte e criaram a divisão como entenderam, causando grave insatisfação entre a liderança do NDH, particularmente no que diz respeito à sua composição étnica. 
Em 23 de abril de 1943, Lorković foi destituído do cargo depois que o chefe de gabinete de Lorković, Ivo Kolak, foi considerado culpado de contrabando de ouro e executado.  Após a sua destituição, Lorković foi nomeado Ministro da Presidência do Governo, onde foi responsável pelas relações com o Exército Alemão, e tornou-se um colaborador próximo do General Edmund Glaise von Horstenau. Durante o verão de 1943, ele defendeu a cooperação com o Partido Camponês Croata (HSS) e representou os Ustaše nas negociações com o vice-presidente do HSS, August Košutić, sobre a formação de um governo de coalizão.  Lorković defendeu um governo mais forte e uma maior independência na sua actividade. Ele iniciou um novo governo liderado por ele mesmo como primeiro-ministro e não pelo Poglavnik,  mas Pavelić nomeou Nikola Mandić como primeiro-ministro em 2 de setembro de 1942. Lorković e alguns dos seus associados apresentaram as suas demissões, que não foram aceites. Apesar deste revés, Lorković, juntamente com Mandić, continuaram as negociações com o HSS ao longo de setembro, finalizando-as no final do mês. 
Após a capitulação da Itália em 20 de setembro de 1943, Lorković, com Kasche e outros oficiais alemães de alta patente, discutiram a devolução do território perdido após o Tratado de Roma em abril de 1941. Em última análise, Hitler deu permissão ao Estado Independente da Croácia para anexar o território, "garantindo a independência ilimitada da Croácia, incluindo esta costa croata do Adriático". 
Em 11 de outubro de 1943, Lorković foi nomeado Ministro do Interior, onde defendeu um policiamento mais rigoroso,  e um segundo mandato como Ministro das Relações Exteriores de 29 de abril a 5 de maio de 1944, depois que seu amigo Perić foi destituído do cargo. Foi acordado que Lorković permaneceria Ministro dos Negócios Estrangeiros e Ministro do Interior simultaneamente, mas foi logo substituído por Mehmed Alajbegović como Ministro dos Negócios Estrangeiros.  Depois de perceber que a Alemanha perderia a guerra e o NDH deixaria de existir, ele defendeu mudanças radicais na política estatal. Em fevereiro de 1944, ele escreveu um memorando detalhado em alemão que resumia a história, a situação atual e os problemas fundamentais do NDH e suas Forças Armadas, bem como os problemas com o Exército Alemão.  

### Conspiração Lorković-Vokić e morte
Em maio de 1944, ele se encontrou secretamente com o presidente do condado de Knin, David Sinčić, com quem discutiu o mau estado do esforço de guerra alemão e que os Aliados poderiam invadir os Bálcãs via Taranto.  Nesse mês, lançou uma iniciativa para renovar as negociações com o HSS, que conduziu no seu apartamento. Lá, ele se encontrou secretamente com Sinčić, August Košutić e Ivanko Farolfi.  Lorković também procurou contatos estrangeiros e através da Suíça fez contacto com autoridades britânicas e americanas,  mas foi rejeitado.  Ele propôs que o NDH encerrasse as suas relações com a Alemanha e se juntasse aos Aliados, uma proposta apoiada pelo Ministro das Forças Armadas, Ante Vokić, bem como por muitos oficiais e políticos de alto escalão da Guarda Nacional Croata.  Lorković também negociou com o HSS a mudança de lado com o conhecimento e consentimento de Pavelić. 
Numa sessão especial do governo realizada em 30 de agosto de 1944 na villa de Pavelić, guardada por homens armados,  Lorković e Vokić foram acusados de conspiração contra o Poglavnik e o aliado alemão da Croácia.  O vice-presidente do Governo, Džafer Kulenović, e muitos outros defenderam-nos, mas sem sucesso.  Lorković foi mantido em prisão domiciliária até ser julgado perante a Divisão de Guarda-Costas do Poglavnik (PTS), onde foi decidido que ele seria destituído do seu posto e expulso do PTS. Após o julgamento, foi transferido para Koprivnica e mais tarde para Lepoglava, ao lado de Vokić, Farolfi, Ljudevit Tomašić e outros, embora Košturić tenha escapado posteriormente.  Lorković foi executado no final de abril de 1945.  

## Obras
As publicações de Lorković durante a época do NDH estavam intimamente ligadas à sua atividade política e às obrigações do Estado. Colaborou com diversas revistas, como a Croatia, publicada pela HIBZ em alemão e francês para o Ministério das Relações Exteriores. 
Em 1939, Matica hrvatska publicou seu livro, O povo croata e suas terras (Narod i zemlja Hrvata),  no qual Lorković se concentrou na questão das fronteiras croatas.  Em 1942, participou do Parlamento Croata (Sabor). Dois de seus discursos foram publicados de forma independente: A Posição Política Internacional da Croácia (Međunarodni politički položaj Hrvatske; 1942) e A Luta Croata Contra o Bolchevismo (Hrvatska u borbi protiv boljševizma; 1944). Este último foi publicado em alemão em 1944. 